# Danis phroso
Danis phroso är en fjärilsart som beskrevs av Grose-smith 1897. Danis phroso ingår i släktet Danis och familjen juvelvingar. Inga underarter finns listade i Catalogue of Life.